# Bni Ayat

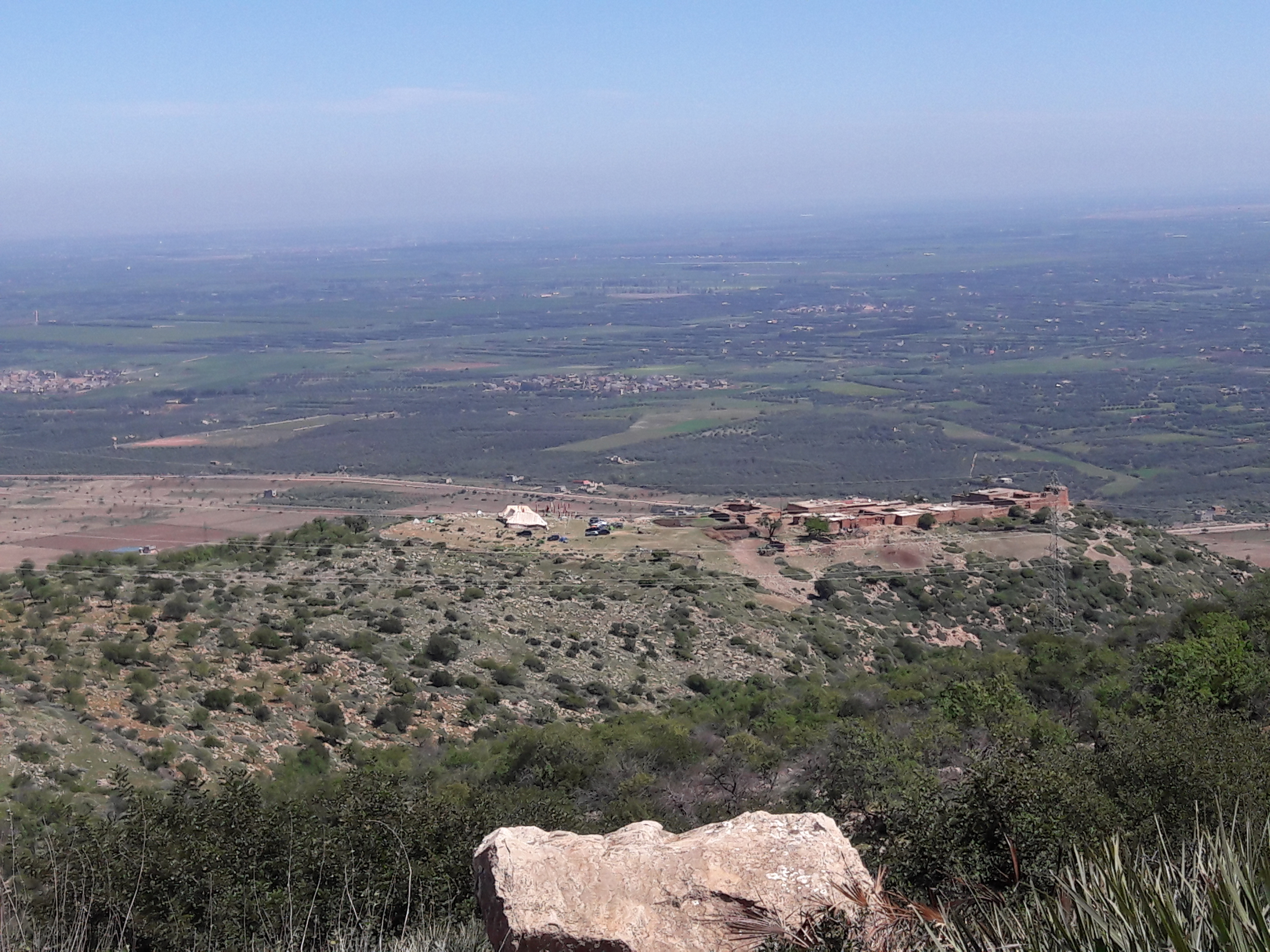

Bni Ayat (franska: Bni Ayat (CR), Bni Ayat (Commune Rurale), arabiska: أيت تكلا) är en kommun i Marocko.   Den ligger i provinsen Azilal och regionen Béni Mellal-Khénifra, i den nordöstra delen av landet, 200 km söder om huvudstaden Rabat. Antalet invånare är 20 874.